# Janusz Kusiński
Janusz Kusiński (ur. 29 lipca 1935 w Warszawie, zm. 6 lipca 2020 w Wołominie) – polski tenisista stołowy, wielokrotny mistrz i reprezentant Polski.

## Życiorys

### Kariera krajowa
Był zawodnikiem Spójni Warszawa.
W latach 1954–1974 zdobył na indywidualnych mistrzostwach Polski seniorów, w tym 31 złotych (5 w grze pojedynczej, po 13 w grze podwójnej i grze mieszanej), a także 2 medale srebrne (po 1 w grze pojedynczej i grze podwójnej) i 6 brązowych (po 3 grze pojedynczej i grze mieszanej).
Po zakończeniu kariery zawodniczej pracował jako trener, był też kierownikiem szkolenia wyszkolenia w Polskim Związku Tenisa Stołowego.

#### Wyniki szczegółowo
Według:
- pięć złotych medali w singlu (1957, 1960, 1962, 1964, 1966),
- trzynaście złotych medali w deblu (1954, 1956, 1957, 1958, 1960, 1961, 1962, 1963, 1964, 1966, 1967, 1969, 1970),
- trzynaście złotych w mikście (1957, 1958, 1960, 1961, 1962, 1963, 1964, 1966, 1967, 1968, 1969, 1970, 1973),
- jeden srebrny medal w singlu (1963),
- jeden srebrny medal w deblu (1971),
- trzy brązowe medale w singlu (1967, 1971, 1973),
- trzy brązowe medale w mikście (1971, 1972, 1974).

#### Wyniki w poszczególnych mistrzostwach Polski
Według
- 1954: 1 m. w deblu (z Kazimierzem Rogowiczem)
- 1956: 1 m. w deblu (ze Zbigniewem Calińskim)
- 1957: 1 m. w singlu, 1 m. w deblu (ze Zbigniewem Calińskim), 1 m. w mikście (z Danutą Szmidt)
- 1958: 1 m. w deblu (ze Zbigniewem Calińskim), 1 m. w mikście (z Danutą Szmidt-Calińską), w singlu przegrał mecz o 3. miejsce
- 1959: nie wystartował z powodu służby wojskowej
- 1960: 1 m. w singlu, 1 m. w deblu (ze Zbigniewem Calińskim), 1 m. w mikście (z Danutą Szmidt)
- 1961: 1 m. w deblu (ze Zbigniewem Calińskim), 1 m. w mikście (z Danutą Szmidt), w singlu przegrał w ćwierćfinale ze Zbigniewem Calińskim
- 1962: 1 m. w singlu, 1 m. w deblu (ze Zbigniewem Calińskim), 1 m. w mikście (z Danutą Szmidt-Calińską)
- 1963: 2 m. w singlu (przegrał w finale z Mieczysławem Grzanką), 1 m. w deblu (ze Zbigniewem Calińskim), 1 m. w mikście (z Danutą Szmidt-Calińską)
- 1964: 1 m. w singlu, 1 m. w deblu (ze Zbigniewem Calińskim), 1 m. w mikście (z Danutą Szmidt-Calińską)
- 1965: nie startował z powodu choroby
- 1966: 1 m. w singlu, 1 m. w deblu (ze Zbigniewem Calińskim), 1 m. w mikście (z Danutą Szmidt-Calińską)
- 1967: 3 m. w singlu (w półfinale przegrał z Witoldem Woźnicą), 1 m. w deblu (ze Zbigniewem Calińskim), 1 m. w mikście (z Danutą Szmidt-Calińską)
- 1968: 1 m. w mikście (z Danutą Szmidt-Calińską)
- 1969: 1 m. w deblu (z Andrzejem Baranowskim), 1 m. w mikście (z Danutą Szmidt-Calińską)
- 1970: 1 m. w deblu (z Andrzejem Baranowskim), 1 m. w mikście (z Danutą Szmidt-Calińską)
- 1971: 3 m. w singlu, 2 m. w deblu (z Jerzym Skublickim), 3 m. w mikście (z Danutą Szmidt-Calińską)
- 1972: 3 m. w mikście (z Danutą Szmidt-Calińską)
- 1973: 3 m. w singlu, 1 m. w mikście (z Danutą Szmidt-Calińską)
- 1974: 3 m. w mikście (z Danutą Szmidt-Calińską)

#### Drużynowe mistrzostwa Polski
W drużynowych mistrzostwach Polski debiutował w barwach Spójni Warszawa w 1953 (3. miejsce), w latach 1954-1971 zdobył z warszawską drużyną piętnaście złotych medali z rzędu (z wyjątkiem 1959, 1960 i 1961, kiedy odbywał służbę wojskową i reprezentował barwy Gryfa Toruń), w 1972 wywalczył kolejny brązowy medal. W sezonie 1973/1974 Spójnia spadła do II ligi, a po ponownym awansie występował jeszcze w jej barwach w I lidze w sezonie 1975/1976, 1976/1977 (ponowny spadek), 1978/1979 (spadek z drużyną beniaminka).

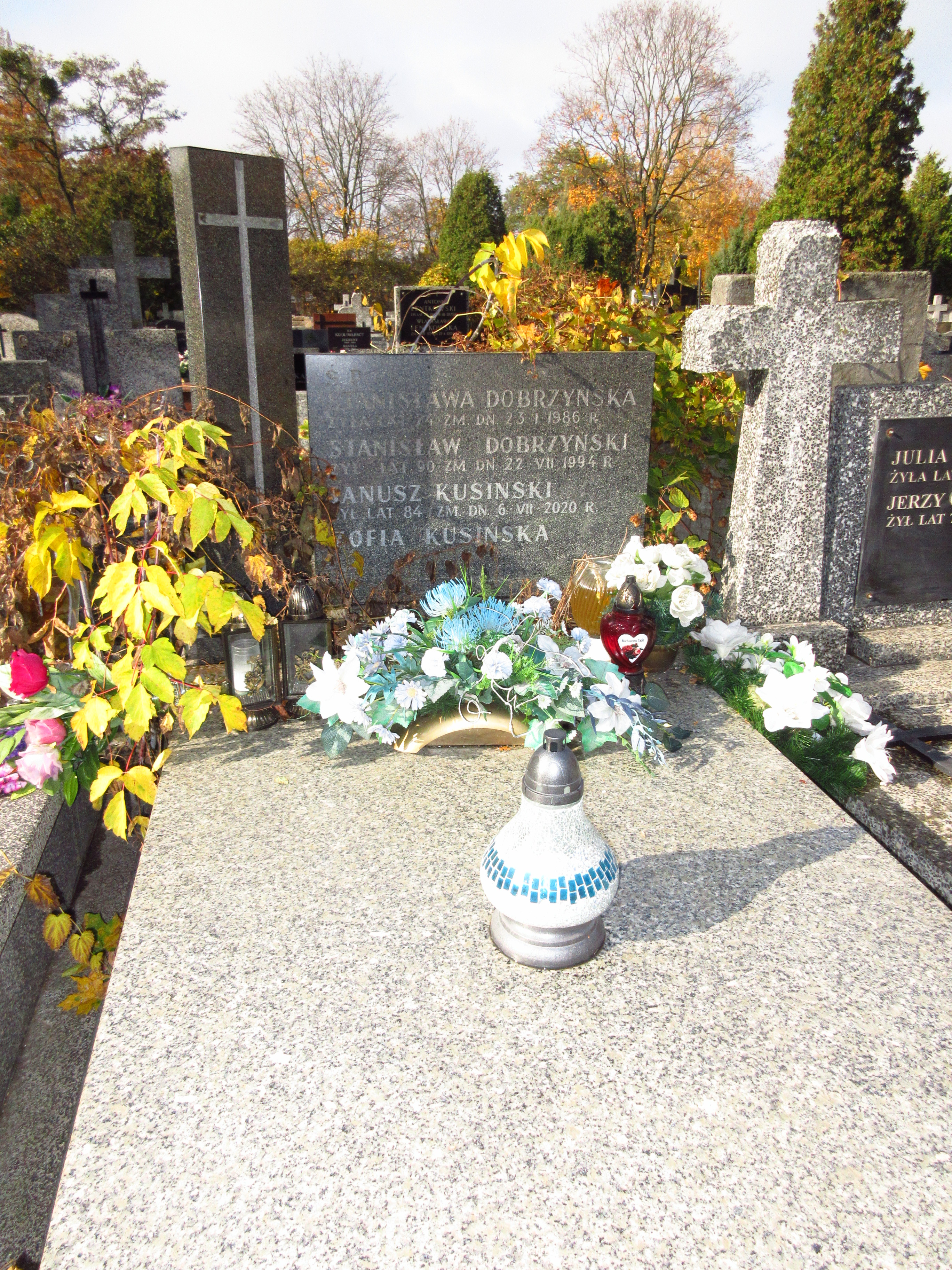
Grób Janusza Kusińskiego na Cmentarzu Bródnowskim.

### Starty międzynarodowe
Reprezentował Polskę na mistrzostwach świata w: 1959 (drużynowo 14. miejsce, w singlu odpadł w II rundzie, w deblu i mikście w 1/8), 1961 (drużynowo 10. miejsce, w singlu odpadł w II rundzie, w deblu i mikście w I rundzie), 1963 (drużynowo 17. miejsce, w deblu odpadł w I rundzie, w mikście w 1/8), 1965 (drużynowo 17. miejsce, w singlu i deblu odpadł w I rundzie) i 1967 (drużynowo 13. miejsce, w singlu i mikście odpadł w II rundzie, w deblu w I rundzie).
Startował na mistrzostwach Europy w: 1958 (10 m. drużynowo), 1960 (7 m. drużynowo, w singlu i mikście odpadł w II rundzie, w deblu w I rundzie), 1964 (11 m. drużynowo, w singlu odpadł w 1/8, w deblu w II rundzie, w mikście w I rundzie), 1966 (drużynowo 12. miejsce, w singlu odpadł w 1/32, w deblu w I rundzie, w mikście w II rundzie i 1968 (drużynowo 12. miejsce, w singlu odpadł w I rundzie, w deblu w 1/8, w mikście w I rundzie).

### Odznaczenia
W 2001 został odznaczony Złotym Krzyżem Zasługi. 

### Rodzina
Tenisistami stołowymi są jego syn, Marcin Kusiński i wnuczka Klaudia Kusińska.

### Miejsce spoczynku
Pochowany na cmentarzu Bródnowskim w Warszawie (kwatera 71G-III-10).